# Lettisches Verteidigungsministerium

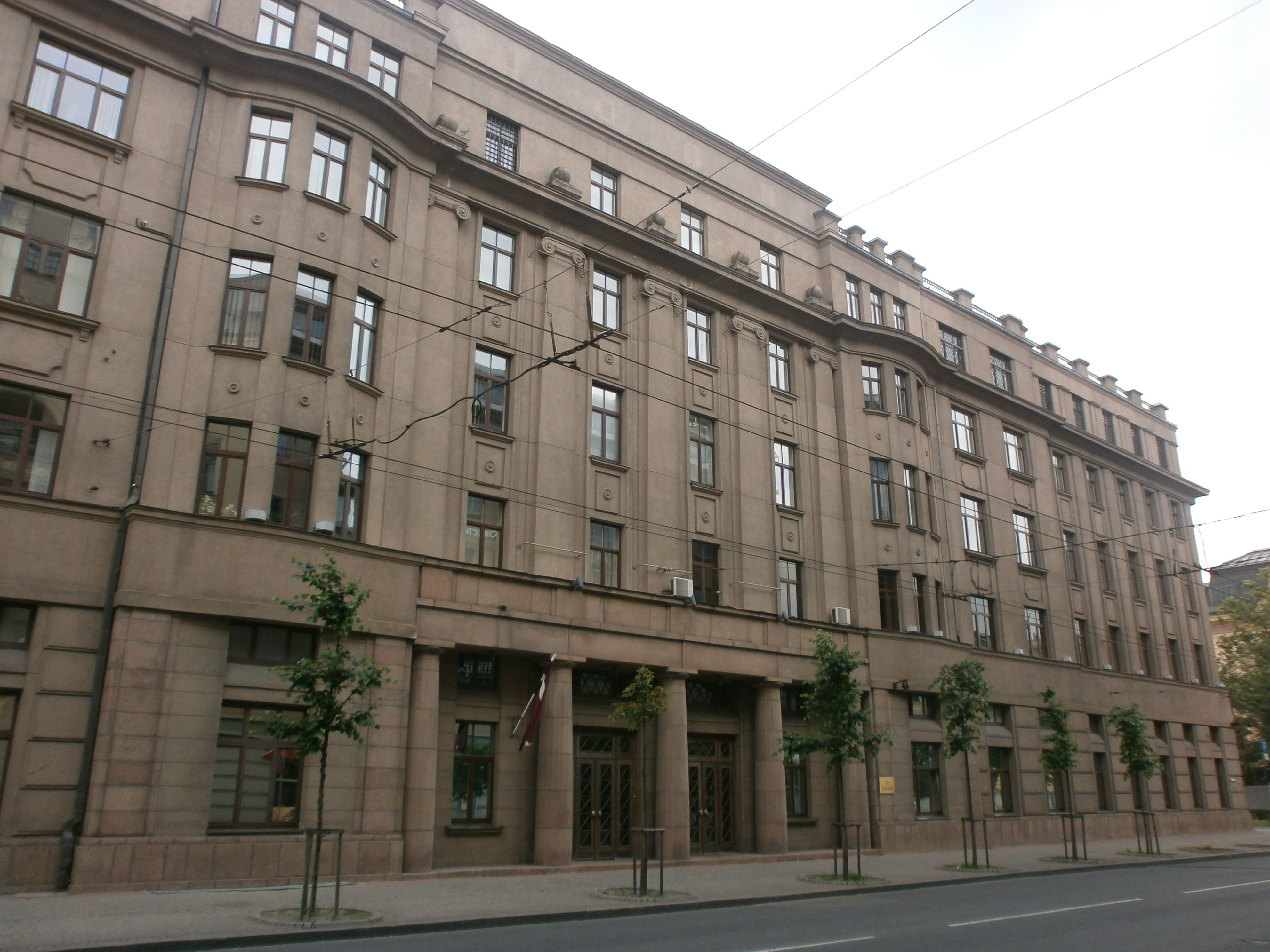
Gebäude des Lettischen Verteidigungsministeriums

Das Verteidigungsministerium der Republik Lettland (lettisch: Latvijas Republikas Aizsardzības ministrija) ist die führende staatliche Verwaltungsinstitution im Bereich der Landesverteidigung. Das Verteidigungsministerium wird auf politischer Ebene vom Verteidigungsminister geleitet.

## Geschichte
Das Ministerium wurde am 22. November 1918 als Verteidigungsministerium gegründet. Im Jahr 1922 wurde es in Kriegsministerium umbenannt. Das Ministerium wurde am 27. September 1940 nach der Eingliederung Lettlands in die UdSSR aufgelöst. Vom Beginn der sowjetischen Besatzung bis August 1994 befand sich im Ministeriumsgebäude das Hauptquartier des Baltischen Militärbezirks (Russisch: Прибалтийский военный округ (ПрибВО)). Im Jahr 1991 gründete der Oberste Rat der Republik Lettland das Verteidigungsministerium auf der Grundlage der während der Barrikaden von 1991 eingerichteten Abteilung für öffentliche Sicherheit.

## Funktion und Aufgaben
Das Verteidigungsministerium entwickelt und setzt die Landesverteidigungspolitik um, plant die für die Landesverteidigung erforderlichen Mittel und Maßnahmen und sorgt für die Verwaltung und militärische Ausbildung des an der Landesverteidigung beteiligten Personals. Der Verteidigungsminister übt die zivile Kontrolle über die Nationalen Streitkräfte und andere dem Ministerium unterstellte Institutionen aus.

## Verteidigungshaushalt
Der Verteidigungshaushalt wird durch das Gesetz über den Staatshaushalt und die Haushaltsrahmen für die jeweiligen Jahre bestimmt. Die lettische Regierung verfolgt in ihrer Außenpolitik einen euroatlantischen Kurs und hat wegen der sich ändernden geopolitischen Situation beschlossen, im Jahr 2024 zusätzliche Mittel für die Verteidigung bereitzustellen. Unter Berücksichtigung des vom Finanzministerium prognostizierten BIP für 2024 beträgt die Verteidigungsfinanzierung 3,2 % des BIP und soll 2024 voraussichtlich 1.559.433.634 Euro oder 3,45 % des BIP betragen.